# مجموعة إعلام ودعم المهاجرين

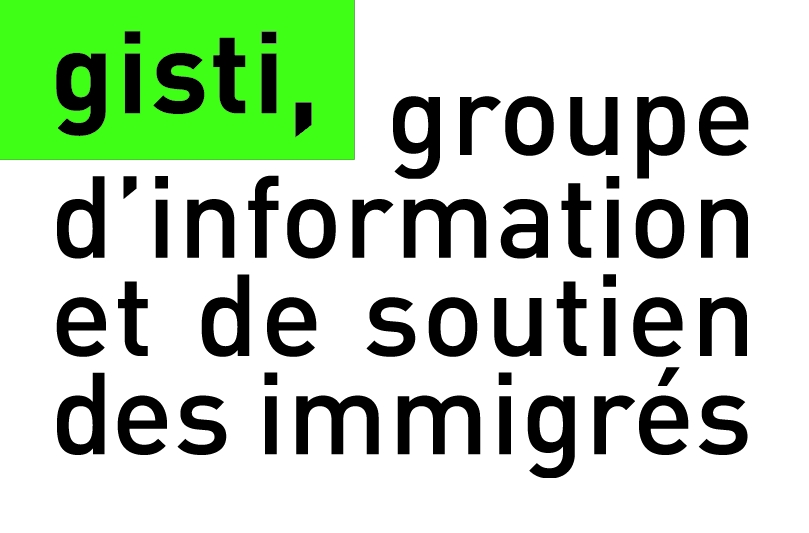

مجموعة إعلام ودعم المهاجرين «جيستي GISTI»، المعروفة سابقًا باسم مجموعة المعلومات والدعم للعمال المهاجرين ، هي جمعية غير ربحية للدفاع والمساعدة القانونية للأجانب في فرنسا، ومقرها الرئيسي في باريس.
تقدم المنظمة نفسها كموسسة نضالية يسارية بوضوح تام ، وهي تشارك في مناقشة الأفكار والصراعات على أرض الواقع، على الصعيدين الوطني والأوروبي، فيما يتعلق بجمعيات المهاجرين، ورابطات الدفاع عن حقوق الإنسان، والنقابات ومنظمات الأسرة. وبفضل هذا العمل أصبحت المجموعة منذ تأسيسها في عام 1972 مساهما معترفا به في البحوث والنقاش حول سياسات الهجرة. إضاقة إلى هذا، فقد تدخلت في العديد من الأحكام القضائية الصادرة عن مجلس الدولة (1975 و 1978 و 1990 و 2003 و 2012).
منذ عام 1987، تم اعتماد المجموعة للتدريب المهني. فهي تنظم دورات تدريبية مدفوعة الأجر بصفة منتظمة. كما أنها تنشر أيضًا ثلاث مجموعات من المنشورات: الدفاتر القانونية، والملاحظات القانونية، والملاحظات العملية، فضلاً عن مجموعة من الأدلة المرجعية ومجلتها الحق الكامل التي تصدر بصفة دورية كل 3 أشهر منذ عام 1987.

## صراعات المجموعة في 2000
في السياق السياسي في العقد الأول من القرن العشرين، عارض الجيستي بشدة السياسات غير المواتية للأجانب، لا سيما في سياق السياسات الأمنية التي قادها نيكولا ساركوزي في وزارة الداخلية (وخاصة قانون 26 نوفمبر 2003،).
وشاركت الرابطة بعد ذلك في التعبئة ضد قانون هورتوفو وضد سياسة إريك بيسون في وزارة الهجرة. قاتلت ضد مشروع قانون بيسون من خلال مجموعة من الجمعيات ضد الهجرة المتاح).
شاركت جيستي في المعارك القانونية المتعلقة بشروط استقبال طالبي اللجوء إلى جانب منظمات أخرى مثل تجمع المهاجرين للمقاطعة العاشرة.
في أوائل عام 2011، نشرت المجموعة كتابًا للأفكار والمقترحات بعنوان حرية التنقل: حق، ما هي السياسات؟، أولاً في مجموعة بعنوان «التفكير في الهجرة بشكل مختلف» .
وقد حققت أيضا انتصارات في مايخص الحصول علي وثائق الإقامة عن طريق العمل.

## الإجراءات على المستوى الأوروبي والدولي
أصبح جيستي Gisti يشارك بشكل متزايد على المستوى الأوروبي، لا سيما مع شبكة ميغرأوروب، التي ولدت حول التعبئة في مخيم سانجات، ثم في إطار المنتدى الاجتماعي الأوروبي في فلورنسا في عام 2002. تم تعبئة شبكة ميغرأوروب للقتال ضد «أوروبا المعسكرات».
كانت جيستي من بين المنظمات غير الحكومية الأوروبية العشر التي تقدمت، في فبراير 2004، بشكوى إلى المفوضية الأوروبية ضد الحكومة الإيطالية لعودة مئات من طالبي اللجوء إلى ليبيا الذين وصلوا إلى جزيرة لامبيدوسا.
حتى اعتماده في عام 2008، حشدت جيستي نفسها بقوة ضد التوجيه الأوروبي المعروف باسم «العائد التوجيهي»، الملقب من قبل منتقديها «توجيه العار». بعد اعتماده على المستوى الأوروبي في مجلس الوزراء، طلب الجيستي الانسحاب.

## طريقة العمل
يتم إعداد تحليلات وإجراءات الجمعية بشكل أساسي بواسطة مجموعات العمل المواضيعية. يتابعون الأخبار التشريعية أو التنظيمية أو الفقهية، ويضمنون مشاركة جيستي في الحملات الجماعية، أو تقديم اللجوء، أو كتابة الكتيبات أو تنظيم تدريب محدد. في عام 2008، مجموعات العمل الرئيسية هي:
-اللجوء: أعمال البحث والشجب خاصة فيما يتعلق بحالة المهاجرين في غابات كالي؛
-أوروبا: وضع الرومانيين والبلغاريين في الاتحاد الأوروبي؛ محاربة توجيه العار؛ مذكرة بشأن معاهدة بروم؛
-القصر الأجانب والشباب: حماية القصر غير المصحوبين بذويهم، والتعليم، والوصول إلى التدريب المهني، ووضع الطلاب الأجانب، وقواعد الجنسية الفرنسية، والإقامة، والإبعاد، والحالة الزواجية، إلخ. .
في الخارج بالتنسيق مع مجموعة الكاريبي، أمي، المهاجرة الجماعية مايوت
-الحماية الاجتماعية ': إصدار الكتب القانونية، ونبذ الشروط، التي يصفها البعض بأنها تمييزية، والوصول إلى المالمساعدة المالية RSA للأجانب وما إلى ذلك)؛
كتابة مجلة بلين droit.
-المهاجرين بدون وثائق اقامة: التحصل علي وثائق الإقامة من خلال العمل، ضد البحث عن الأجانب غير القانونيين واحتجازهم، إلخ. .
-العمل: وصول الأجانب إلى / في العمل، وتنظيم العمل...